# David Martin (tenisista)
David Martin (ur. 22 lutego 1981 w Tulsie) – amerykański tenisista.

## Kariera tenisowa
Jako junior zwyciężył w roku 1998 w wielkoszlemowym US Open w grze podwójnej. Partnerem Martina był wówczas K.J. Hippensteel.
Jako zawodowy tenisista występował w latach 2003–2011.
W turniejach rangi ATP World Tour odniósł 1 zwycięstwo w deblu, wspólnie ze Scottem Lipskym w lutym 2008 roku w San José. W finale pokonali wynikiem 7:6(4), 7:5 rozstawiony z nr 1. debel Bob Bryan–Mike Bryan. Ponadto Amerykanin jest 4-krotnym finalistą turniejów ATP World Tour.
Najwyżej sklasyfikowany w rankingu deblistów był na 38. miejscu w połowie maja 2008 roku.

### Finały w turniejach ATP World Tour
| Legenda                                      |
| -------------------------------------------- |
| Wielki Szlem                                 |
| Igrzyska olimpijskie                         |
| Tennis Masters Cup / ATP Finals              |
| ATP Masters Series / ATP Tour Masters 1000   |
| ATP International Series Gold / ATP Tour 500 |
| ATP International Series / ATP Tour 250      |

#### Gra podwójna (1–5)
| Końcowy wynik | Nr | Data             | Turniej      | Nawierzchnia  | Partner      | Przeciwnicy                     | Wynik finału      |
| ------------- | -- | ---------------- | ------------ | ------------- | ------------ | ------------------------------- | ----------------- |
| Finalista     | 1. | 22 lipca 2007    | Los Angeles  | Twarda        | Scott Lipsky | Bob Bryan Mike Bryan            | 6:7(5), 2:6       |
| Zwycięzca     | 1. | 24 lutego 2008   | San José     | Twarda (hala) | Scott Lipsky | Bob Bryan Mike Bryan            | 7:6(4), 7:5       |
| Finalista     | 2. | 4 maja 2008      | Monachium    | Ceglana       | Scott Lipsky | Michael Berrer Rainer Schüttler | 5:7, 6:3, 8–10    |
| Finalista     | 3. | 20 lipca 2008    | Indianapolis | Twarda        | Scott Lipsky | Ashley Fisher Tripp Phillips    | 6:3, 3:6, 5–10    |
| Finalista     | 4. | 28 września 2008 | Bangkok      | Twarda (hala) | Scott Lipsky | Lukáš Dlouhý Leander Paes       | 4:6, 6:7(4)       |
| Finalista     | 5. | 9 stycznia 2011  | Ćennaj       | Ceglana       | Robin Haase  | Mahesh Bhupathi Leander Paes    | 2:6, 7:6(3), 7–10 |